# Synaxis pallulata
Synaxis pallulata là một loài bướm đêm trong họ Geometridae.